# Rue du Général-de-Langle-de-Cary
La rue du Général-de-Langle-de-Cary est une voie située dans le 12e arrondissement de Paris, en France.

## Situation et accès
La rue relie la rue Escoffier au boulevard Poniatowski. Elle est desservie par la ligne 8 et la ligne 14 du métro de Paris aux stations Porte de Charenton et Cour Saint-Émilion, et par les stations de bus Bercy sur le bus 111, Pont National-Quai de Bercy (entre la rue Robert-Etlin et le quai de Bercy) des bus 24, 109 et 111, Pont National-Quai de Bercy (sur le boulevard Poniatowski) du bus PC2, et Bercy-Poniatowski des bus 111 et PC2.

## Origine du nom

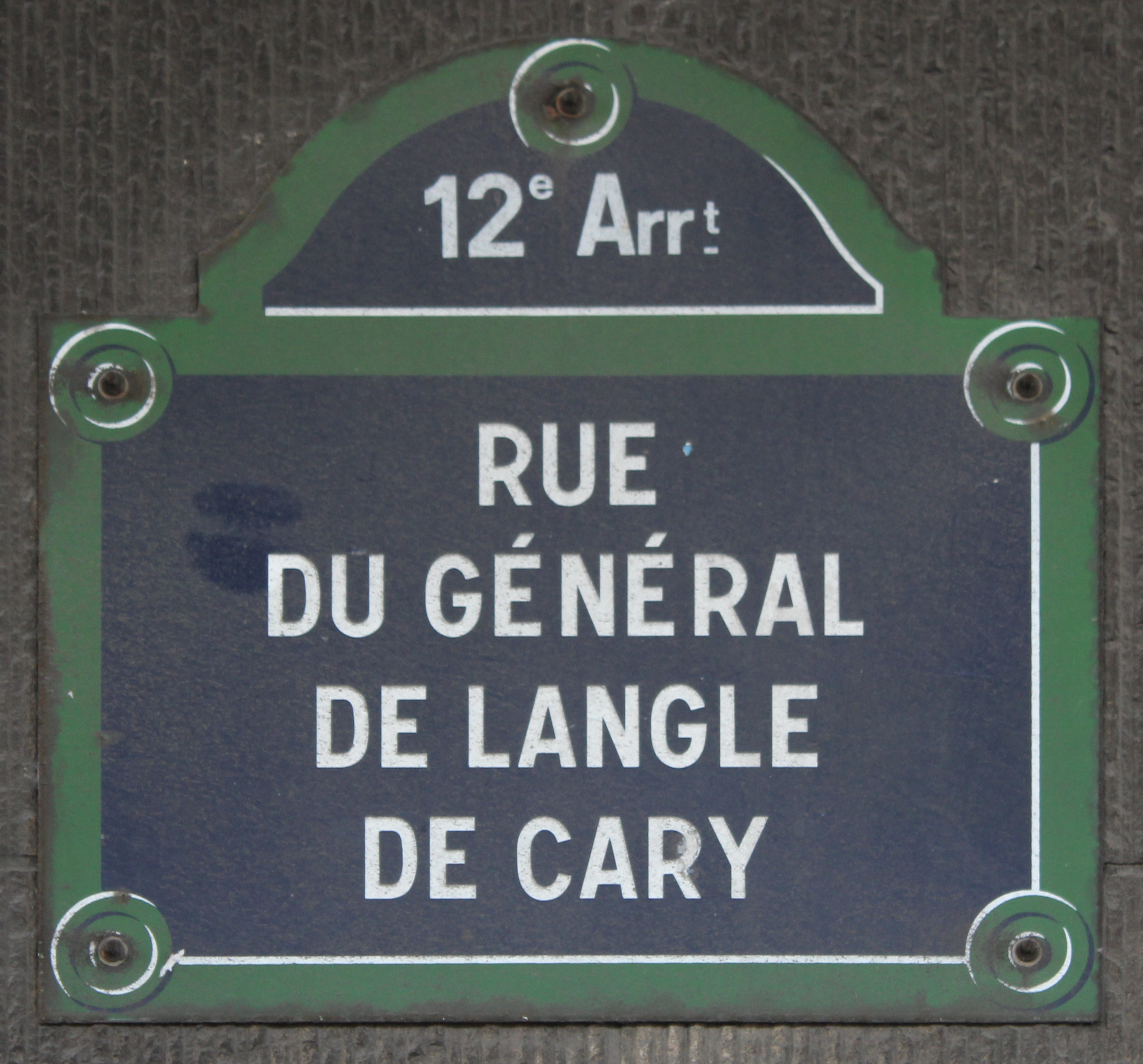
Plaque de la rue.

La rue doit son nom à Fernand de Langle de Cary (1849-1927), général qui s'illustra au cours de la guerre de 1914-1918. 

## Historique
Cette voie est ouverte en 1972 sous le nom provisoire de voie « AL/12 » et prend sa dénomination actuelle par arrêté municipal du 17 avril 1972.